# Michal Balner
Michal Balner (* 12. září 1982, Opava - Milostovice) je bývalý český atlet, který se specializoval na skok o tyči. Mezi jeho největší úspěchy patří 7. místo na Letních olympijských hrách 2016 v Riu, rovněž 7. místo z Mistrovství světa 2015 v Pekingu nebo 6. místo z Halového MS 2010 v Dauhá. Svým osobním rekordem 582 cm jen o centimetr zaostává za národním rekordem Jana Kudličky.

## Sportovní rozvoj
V roce 2007 nepostoupil na mistrovství světa v Ósace z kvalifikace. Sítem kvalifikace neprošel také na halovém ME v Turíně 2009. 28. února 2010 skočil na domácím šampionátu v hale Otakara Jandery ve Stromovce 576 cm, čímž se zařadil na druhé místo v národních tabulkách. Český halový rekord drží výkonem 581 cm Adam Ptáček. V témž roce postoupil na halovém MS v katarském Dauhá do finále, kde však překonal jen základní výšku 545 cm a na 565 cm již neuspěl a skončil na děleném šestém místě. Bronzovou medaili vybojoval Malte Mohr z Německa, který naopak překonal 565 napoprvé.
Dne 24. června 2010 si na pražském Strahově při odznaku všestrannosti olympijských vítězů vylepšil hodnotu osobního rekordu pod širým nebem na 573 cm. Na mistrovství Evropy v atletice 2010 v Barceloně skončil v kvalifikaci na třináctém místě a do dvanáctičlenného finále nepostoupil.
V roce 2013 se kvalifikoval na Mistrovství světa v atletice v Moskvě.